# Federazione di baseball della Colombia
La Federazione colombiana di baseball (spa. Federación Colombiana de Béisbol) è un'organizzazione fondata nel 1938 per governare la pratica del baseball e del softball in Colombia.
Organizza il campionato maschile e di softball femminile, e pone sotto la propria egida la nazionale maschile e di softball femminile.